# Mrijou
Mrijou ist eine Siedlung auf der Komoreninsel Anjouan im Indischen Ozean.

## Geografie
Der Ort liegt am Südzipfel der Insel südlich von Mrémani und von Daji, hoch über der steilen Küste, auf einer Höhe von 546 m.
Im Süden schließen sich die Orte Mnazichoumoué und Chaouéni an. Westlich des Ortes verläuft der Daji Mroni und im Osten bildet das Tal des T’Santsa einen tiefen Einschnitt zum Berg Patsoani.

## Klima
Nach dem Köppen-Geiger-System zeichnet sich Mrijou durch ein tropisches Klima mit der Kurzbezeichnung Am aus. Die Temperaturen sind das ganze Jahr über konstant und liegen zwischen 20 °C und 25 °C.